# Arthur Hunnicutt
Arthur Lee Hunnicutt (født 17. februar 1910, død 26. september 1979) var en amerikansk skuespiller kendt for hans skildring af kloge, klynkende gamle landlige figurer.